# Stephanie Beatriz

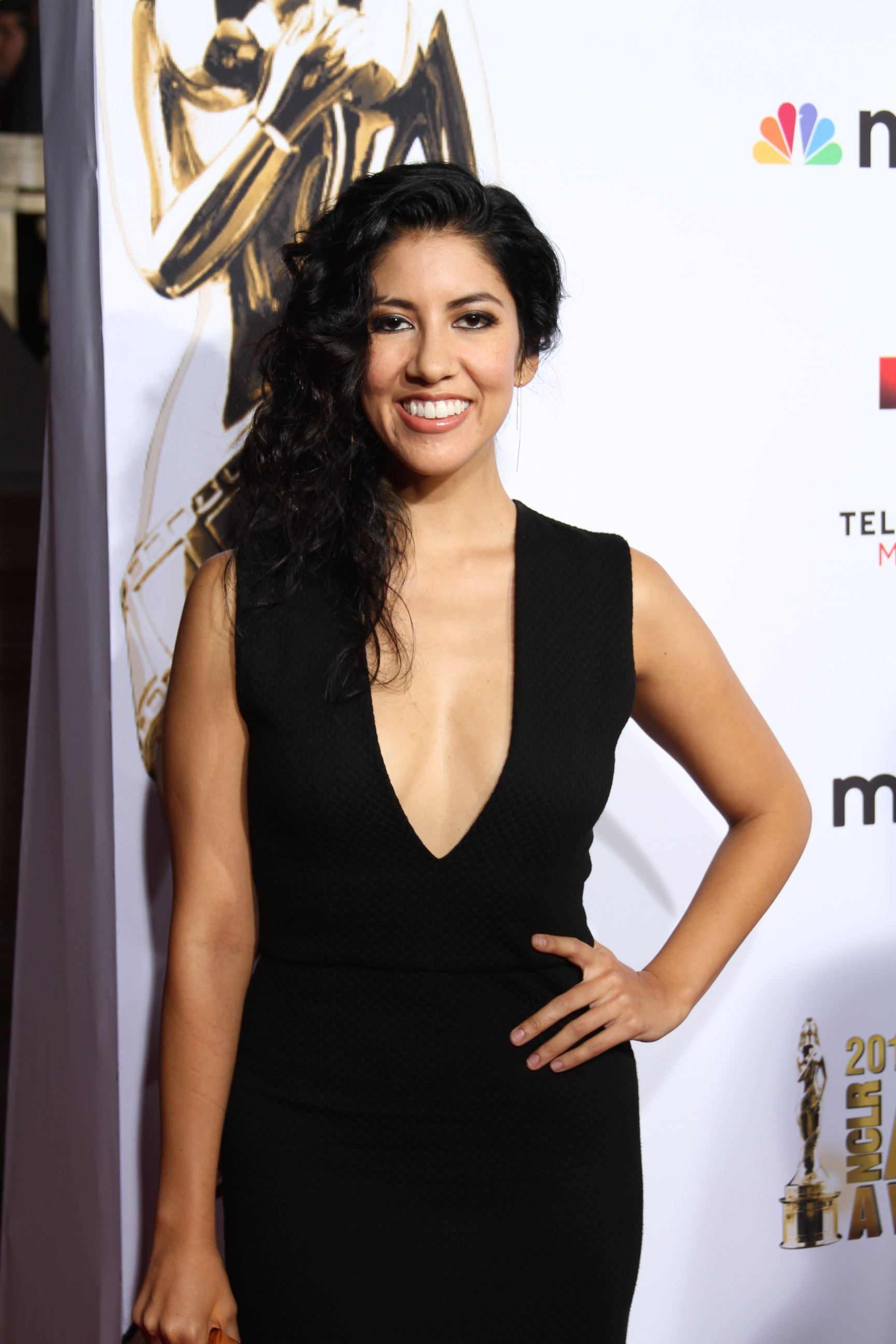
Stephanie Beatriz (2014)

Stephanie Beatriz Bischoff Alvizuri (ur. 10 lutego 1981 w Neuquén) – amerykańska aktorka, która grała m.in. rolę Rosy Diaz w amerykańskim serialu Brooklyn 9-9.

## Życiorys
Stephanie Beatriz urodziła się w argentyńskim mieście Nuequen, jako córka Kolumbijczyka i Boliwijki. Gdy miała dwa lata, jej rodzina przeniosła się do Stanów Zjednoczonych.
W 2016 r. dokonała coming outu jako osoba biseksualna.
W 2018 r. wyszła za mąż za Brada Hossa.

## Wybrana filmografia
| Rok  | Tytuł                              | Rola                    | Uwagi  |
| ---- | ---------------------------------- | ----------------------- | ------ |
| 2009 | Współczesna rodzina                | Sonia Ramirez           | serial |
| 2013 | Brooklyn 9-9                       | Rosa Diaz               | serial |
| 2014 | Nie jesteś sobą                    | Jill                    |        |
| 2014 | BoJack Horseman                    | Gina Cazador            | serial |
| 2016 | Epoka lodowcowa 5: Mocne uderzenie | Gertie (głos)           |        |
| 2017 | Kacze opowieści                    | Tasia Kwapmajer (głos)  | serial |
| 2019 | Lego: Przygoda 2                   | generał Zadyma (głos)   |        |
| 2021 | In the Heights                     | Carla                   |        |
| 2021 | Nasze magiczne Encanto             | Mirabel Madrigal (głos) |        |
| 2021 | Wojownicza księżniczka Maya        | Chimi (głos)            | serial |
| 2022 | Legenda Vox Machiny                | Lady Kima (głos)        | serial |